# 河図洛書
河図洛書（かとらくしょ）は、古代中国における伝説上の瑞祥である河図（かと）と洛書（らくしょ）を総称したものである。「河」は黄河、「洛」は洛水を表す。易の八卦や洪範九疇の起源とされている。

## 概要・歴史
その出典は『論語』子罕編や『易経』繋辞上伝にある。『論語』では孔子の言葉として
「子曰 鳳鳥不至 河不出圖 吾已矣夫」
（鳳鳥、至らず。河は図を出さず。吾、已んぬるかな）
とあり、鳳凰と並記されていることから黄河に現れる祥瑞であり、孔子が祥瑞の現れない当時の乱れた世の中を嘆いていることが分かるのみである。ここで洛書は登場しない。一方、『易経』繋辞上伝には
「天垂象見吉凶聖人象之 河出圖 洛出書 聖人則之」
（天、象を垂れ、吉凶を見（あらわ）す。聖人これに象る。河は図を出し、洛は書を出す。聖人これに則る）
とあり、聖人が易を作った由来に関する文脈である。これにより繋辞下伝の
「古者庖犧氏之王天下也 仰則觀象於天 俯則觀法於地觀鳥獸之文與地之宜近取諸身 遠取諸物 於是始作八卦」
（伏羲氏の天下に王たるや、仰いでは天に象を見、俯しては法を地に見、鳥獣の文と地の宜を観、…ここに於いて初めて八卦を作る）
という伏羲画卦の伝説と合わされて、河図は八卦の手本になったものと解されるようになった。
また洛書については、『漢書』五行志の劉歆の説にあるように、禹の治水の時に洛水に現れた祥瑞で『書経』の洪範九疇のもとになったと考えられるようになった。
このような説のもと、前漢末から後漢にかけて流行した神秘主義的な讖緯思想により、河図や洛書の名を冠する書物が作られた。緯書の伝説では、黄河から現れたのは龍馬、洛水から現れたのは亀であり、河図や洛書はその背にあった文とされた。この伝説により以後、河図は龍図または龍馬図、洛書は亀書とも呼ばれるようになった。
宋代になると、河図洛書は図像と解されるようになり、陰陽を表す黒点と白点の数によって示された。朱震は『漢上易伝』において、劉牧が伝えた河図洛書を収録し、楊甲も『六経図』大易象数鉤深図においてこれを収めた。ただし、彼らは九数図を河図、十数図を洛書としていたのであるが、朱熹と蔡元定は『易学啓蒙』において十数図を河図、九数図を洛書とし、朱熹『周易本義』の巻首にも掲載した。彼らが十数図を河図にしたのは、繋辞上伝にある「天地十数」の記述にもとづく五行生成の数と合致し、九数図を洛書にしたのは八卦を八方に配した九宮の数に合うのを、朱熹の考えた伏羲の易（先天易）と文王の易（後天易）の分別によって分類したためである。
この説は、宋学が官学となり体制教学化することによって、長く信じられたが、清代になると黄宗義・黄宗炎・胡渭といった学者たちによって根拠のない捏造であると証明され、痛烈な批判を浴びることとなった。

## 十数図・九数図

### 河図 = 十数図
朱熹と蔡元定は河図を十数図とした。これは十数図が『易経』繋辞上伝にある「天地十数」における五行生成の方位と合致しているためである。繋辞上伝では1・3・5・7・9を天の数、2・4・6・8・10を地の数とする。このため図では陽である天の数を白、陰である地の数を黒で表す。また「五位相得て各々合う有り」は「天一は水・北方を生じ、地二は火・南方を生じ、天三は木・東方を生じ、地四は金・西方を生じ、天五は土・中央を生ず」「地六は水・北方を成し、天七は火・南方を成し、地八は木・東方を成し、天九は金・西方を成し、地十は土・中央を成す」の五行生成の数に従って五方に配当している（なお南方を上として書かれる）。

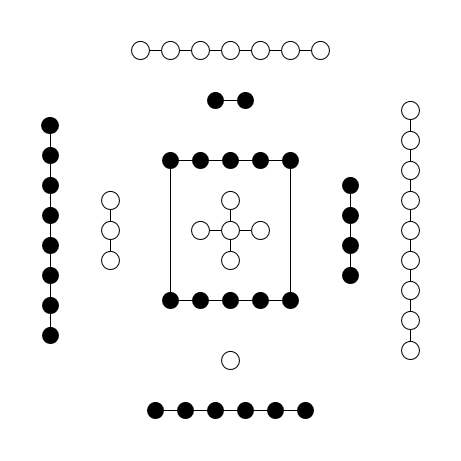
十数図

|              | 2・7 火 南方  |              |
| 3・8 木 東方 | 5・10 土 中央 | 4・9 金 西方 |
|              | 1・6 水 北方  |              |

### 洛書 = 九数図
一方、洛書には九数図が当てられた。これは縦・横・斜めの総和が15になる魔方陣が描かれている。これは『易緯乾鑿度』および鄭玄注にある太一九宮の法に由来する。なお黒白点の色はこれも天地十数に従っている。

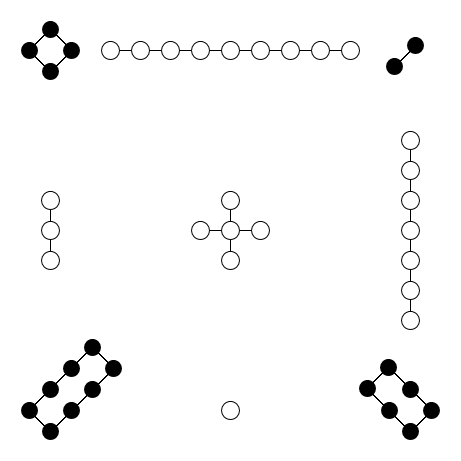
九数図

| 4 | 9 | 2 |
| 3 | 5 | 7 |
| 8 | 1 | 6 |

### 河図と先天図
伏羲が卦を創案した時の原理を表しているとする図を先天図という。伏羲が河図をヒントに卦を創案したとされる以上、河図と先天図には何らかの接点がなければならない。そこで清の江永は、『河洛精蘊』において河図洛書と先天図の数を一致させる法則を編み出した。これは、それまでのように黒白点を陰陽両儀とするのではなく、河図（十数図）の横を陽儀、縦を陰儀とし、さらに中央の数から四方の数を引き算して1・2・3・4の順序になる横の西（右）・東（左）、縦の南（上）・北（下）を⚌太陽・⚍少陰・⚎少陽・⚏太陰の四象とし、横の9・4・3・8を乾・兌・離・震に当て、縦の2・7・6・1を巽・坎・艮・坤に当てた。これによって先天八卦次序が得られ、これを円形に配すると先天八卦方位図が得られる。またその数字の配置は洛書（九数図）と同じになり、乾-父が9、震-長男が8、坎-中男が7、艮-少男が6を、坤-母が1、巽-長女が2、離-中女が3、兌-少女が4を得ることになる。
|         | 巽2 坎7 |         |
| 離3 震8 | 5 10    | 乾9 兌4 |
|         | 艮6 坤1 |         |

|      | 陽儀 | 陽儀 | 陽儀 | 陽儀 | 陰儀 | 陰儀 | 陰儀 | 陰儀 |
|      | 9    | 4    | 3    | 8    | 2    | 7    | 6    | 1    |
| 八卦 | 乾   | 兌   | 離   | 震   | 巽   | 坎   | 艮   | 坤   |
| 四象 | 太陽 | 太陽 | 少陰 | 少陰 | 少陽 | 少陽 | 太陰 | 太陰 |
| 両儀 | 陽   | 陽   | 陽   | 陽   | 陰   | 陰   | 陰   | 陰   |
|      | 太極 |      |      |      |      |      |      |      |

| 少女 ☱ 兌沢 | 父 ☰ 乾天 | 長女 ☴ 巽風 |
| 中女 ☲ 離火 |           | 中男 ☵ 坎水 |
| 長男 ☳ 震雷 | 母 ☷ 坤地 | 少男 ☶ 艮山 |

| 乾為父得9 震長男得8 坎中男得7 艮少男得6 坤為母得1 巽長女得2 離中女得3 兌少女得4 |

### 洛書と後天図
洛書における数と方位、小成八卦との対応関係は、易経十翼の中の説卦伝で解説されている。説卦伝による方位や八卦と数の対応関係は後天図と呼ばれている。
| 長女 ☴ 巽風 | 中女 ☲ 離火 | 母 ☷ 坤地   |
| 長男 ☳ 震雷 |             | 少女 ☱ 兌沢 |
| 少男 ☶ 艮山 | 中男 ☵ 坎水 | 父 ☰ 乾天   |

| 乾為父得6 震長男得3 坎中男得1 艮少男得8 坤為母得2 巽長女得4 離中女得9 兌少女得7 |